# Français indien
Le français indien est un dialecte du français parlé par les Indiens dans les anciens comptoirs d'Inde à Pondichéry et Chandannagar. Dans ce dialecte, il y a une influence considérable de langues dravidiennes comme le tamoul, le telugu et le malayalam. Il y a aussi l'influence du bengali et du portugais. 

## Exemples de français indien
| Français indien | Français métropolitain |
| --------------- | ---------------------- |
| Mérci Beauco    | Merci Beaucoup         |
| Monsé           | Monsieur               |
| Locaele         | Locale                 |
| Perme           | Fermer                 |
| Parlama         | Parlement              |
| Baccaloria      | Baccalauréat           |
| Coseiyya        | Conseiller             |
| Larbe           | L'arbre                |
| Sulda           | Soldat                 |
| Caza            | Maison                 |